# Million Dollar Championship
Die Million Dollar Championship (zu deutsch Millionen Dollar Meisterschaft) war ein bis 2021 unsanktionierter Wrestling-Titel der US-amerikanischen Promotion World Wrestling Entertainment (WWE). Der Titel wurde ursprünglich 1989 von „The Million Dollar Man“ Ted DiBiase eingeführt, dem es nicht gelang, die WWF World Heavyweight Championship zu gewinnen oder zu kaufen. Nachdem DiBiase und Irwin R. Schyster 1992 die WWF World Tag Team Championship gewonnen hatten, wurde die Million Dollar Championship aufgegeben.
Der Titel wurde seitdem dreimal wiederbelebt. 1996 für DiBiases Schützling The Ringmaster. Der Titel wurde aufgegeben, nachdem DiBiase die Promotion einige Monate später verließ. 2010 für DiBiases Sohn Ted DiBiase Jr. und später im selben Jahr wieder aufgegeben, als DiBiase Jr. den Titel an seinen Vater zurückgab. Und 2021 für  Handlung zwischen DiBiase, Cameron Grimes und LA Knight. In dieser Zeit wurde der Titel von der WWE offiziell anerkannt. Der Titel wurde jedoch im August desselben Jahres deaktiviert.

## Geschichte

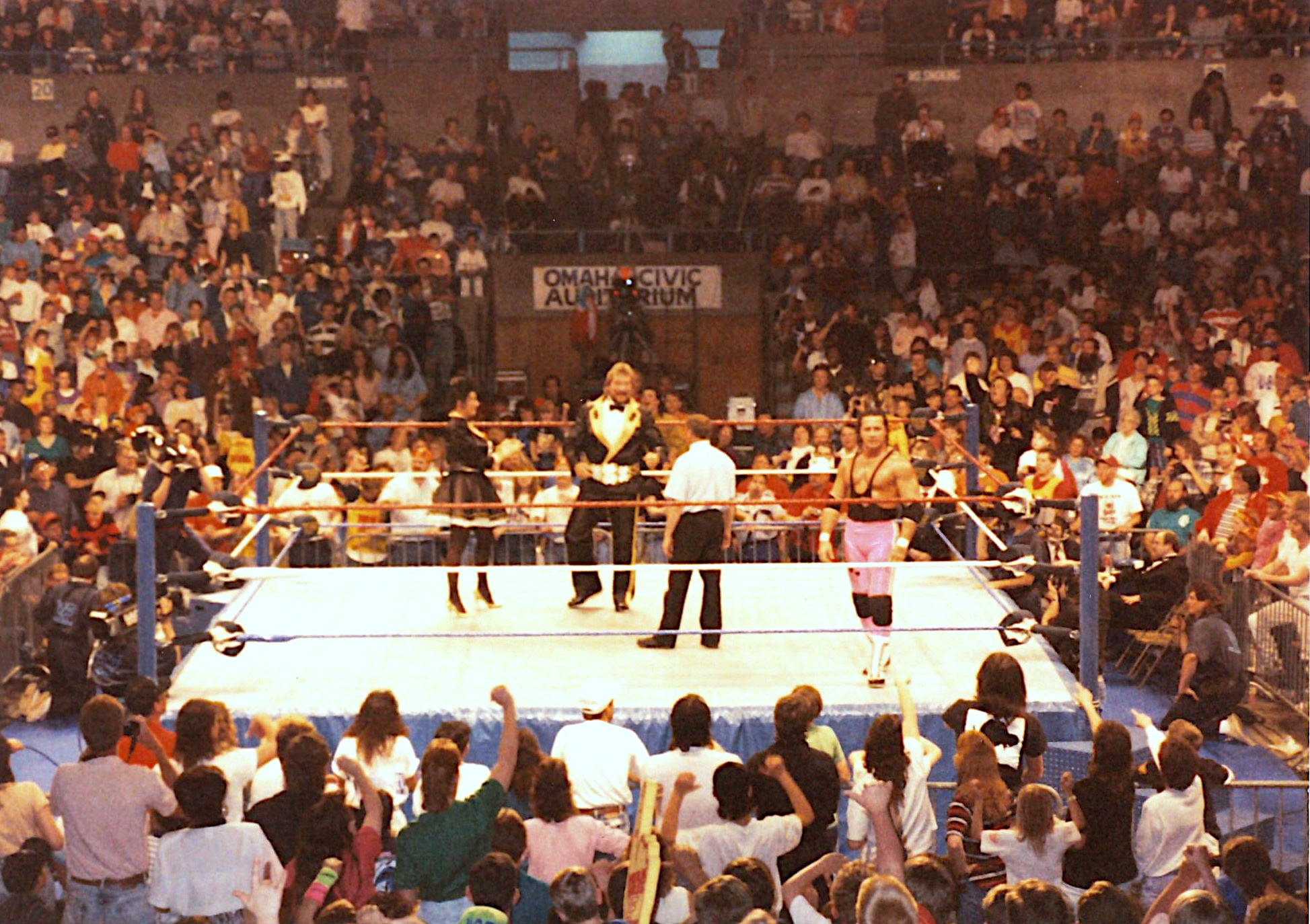
Million Dollar Champion Ted DiBiase vs. Bret Hart bei Saturday Night’s Main Event (1991)

Der „Million Dollar Man“ Ted DiBiase trat bei WrestleMania IV (1988) in einem Turnierfinale um die vakante WWF Championship gegen „Macho Man“ Randy Savage an und verlor. Den darauffolgenden Sommer fehdete er in einem Team mit Andre the Giant als „Mega Bucks“ um den Titel, doch es gelang ihm nicht, die Championship zu gewinnen.
Aus Frustration entschloss er sich, einen eigenen Titel zu kaufen und diesen zu verteidigen. So entstand die Million Dollar Championship. Der dazugehörige Titel wurde vom Juwelier Terry Betteridge (Betteridge Jewelers) in Greenwich, Connecticut entworfen. Er besteht aus einer Goldplatte mit drei Dollar-Zeichen aus Zirkonia. Auch der Gürtel selbst besteht aus mehreren Dollarzeichen. Außerdem wurden drei kleine Diamanten eingearbeitet. Der Gürtel soll etwa 40.000 Dollar gekostet haben.
Es handelte sich dabei um keinen offiziellen Titel der WWF, sondern diente vor allem Prestige-Zwecken. Auch vergab Ted Dibiase nur wenige Möglichkeiten, den Titel zu gewinnen. Jedoch wurde der Titel mehrmals in verschiedenen Storys eingesetzt.
So stahl Jake „The Snake“ Roberts den Titel 1990. Dies führte zu einem Faceturn des Big Boss Mans, der sich weigerte, den Titel zurückzubringen.
1991 rebellierte Ted Dibiases „Diener“ Virgil (Michael Jones) gegen seinen „Meister“. Zusammen mit „Rowdy“ Roddy Piper trainierte er für ein Match beim SummerSlam 1991, bei dem es um den Titel ging. Virgil gewann das Match und wurde damit der einzige Wrestler, der den Titel regulär gewann. DiBiase holte sich den Titel bei der Survivor Series am 11. November 1991 mit der Hilfe des Repo Man zurück.
Als Ted Dibiase zusammen mit IRS die WWF World Tag Team Championship gewann, deaktivierte er den Titel wieder.

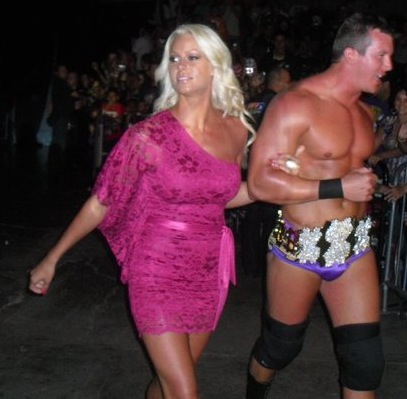
Ted DiBiase Jr. mit Maryse und dem Million Dollar Championship Gürtel (2010)

1996 trat Ted Dibiase als Manager von The Ringmaster auf und vergab an ihn den Titel. Als dieser jedoch am 28. Mai 1996 gegen Savio Vega verlor, sah sich Ted DiBiase gezwungen, die WWF zu verlassen. Tatsächlich hatte er zwischenzeitlich seinen Vertrag mit der WWF nicht erneuert und ging zu World Championship Wrestling (WCW).
Nach einer 13-jährigen Pause wurde der Titel am 6. Juli 2009 wieder im Fernsehen gezeigt, als Ted DiBiase als Gastmoderator bei WWE Raw auftrat. Ein Jahr später wurde Ted Dibiase in die WWE Hall of Fame aufgenommen und trug den Titel bei sich. Am 5. April 2010 kam schließlich Ted Dibases Sohn Ted DiBiase, Jr. und erhielt von seinem Vater den Titel. Die Storyline dauerte 224 Tage an. In der Storyline gelang es Goldust sich des Champion-Titels zu bemächtigen und gab ihn anschließend dem Vater zurück. Als dieser ihn seinem Sohn anbot, lehnte er ab.
Im Rahmen einer WWE NXT-Episode am 8. Juni 2021 führte Ted DiBiase den Titel wieder ein. Am 13. Juni 2021 im Rahmen des PPV NXT TakeOver: In Your House II fand ein Ladder Match zwischen Cameron Grimes und LA Knight statt, um einen neuen Champion zu bestimmen, das Match konnte LA Knight gewinnen. Der Titel wurde am 23. August 2021 erneut eingestellt, nachdem Grimes den Titel an Dibiase zurückgab.

## Liste der Titelträger
| # | Titelträger       | Nr. | Tage | Datum             | Ort                     | Veranstaltung                  | Anmerkung                                                                                          |
| - | ----------------- | --- | ---- | ----------------- | ----------------------- | ------------------------------ | -------------------------------------------------------------------------------------------------- |
| 1 | Ted DiBiase       | 1   | 922  | 15. Februar 1989  | Binghamton, New York    | Superstars of Wrestling        | Ted Dibiase enthüllte den Titel in einem Segment der Show und vergab diesen direkt an sich selbst. |
| 2 | Virgil            | 1   | 77   | 26. August 1991   | New York City, New York | SummerSlam                     | Einziger Wrestler, der den Titel regulär gewann.                                                   |
| 3 | Ted DiBiase       | 2   | 88   | 11. November 1991 | Utica, New York         | Survivor Series Showdown       | [ 10 ]                                                                                             |
| — | Titel deaktiviert | —   | —    | 7. Februar 1992   | Denver, Colorado        | Houseshow                      | DiBiase deaktivierte den Titel, nachdem er mit IRS an diesem Tag WWF Tag Team Champion wurde.      |
| 4 | The Ringmaster    | 1   | 152  | 18. Dezember 1995 | Newark, Delaware        | Raw                            | The Ringmaster erhielt den Titel von seinem Manager Ted Dibiase.                                   |
| — | Titel deaktiviert | —   | —    | 28. Mai 1996      | —                       | —                              | Wurde deaktiviert, nachdem Ted DiBiase die WWF verließ.                                            |
| 5 | Ted DiBiase, Jr.  | 1   | 224  | 5. April 2010     | Moline, Illinois        | Raw                            | Bekam den Titel von seinem Vater überreicht.                                                       |
| — | Titel deaktiviert | —   | —    | 15. November 2010 | Hershey, Pennsylvania   | Raw                            | Ted Dibiase Jr. verweigerte die zweite Vergabe des Titels.                                         |
| 6 | LA Knight         | 1   | 70   | 13. Juni 2021     | Orlando, Florida        | NXT TakeOver: In Your House II | Besiegte Cameron Grimes in einem Ladder-Match, um den reaktivierten Titel zu gewinnen.             |
| 7 | Cameron Grimes    | 1   | 1    | 22. August 2021   | Orlando, Florida        | NXT TakeOver: 36               | |
| — | Titel deaktiviert | —   | —    | 23. August 2021   | Orlando, Florida        | NXT                            | Cameron Grimes gab den Titel Dibiase zurück.                                                       |